# 브루나이의 국장

브루나이의 국장

브루나이의 국장은 1932년에 공식 제정되었다.
국장 위쪽에는 붉은 양산이 그려져 있으며 양산 위에는 깃발이, 양산 아래에는 날개가 그려져 있다. 국장 양쪽을 손이 감싸고 있으며 국장 아래쪽에는 초승달이 그려져 있다.
초승달에는 브루나이의 나라 표어인 "언제나 하느님이 인도하시는 대로 복종하라"(الدائمون المحسنون بالهدى)가 자위 문자로 쓰여져 있으며 초승달 아래쪽에 있는 리본에는 브루나이의 공식 명칭인 "브루나이 다루살람국"(نڬارا بروني دارالسلام)이 자위 문자로 쓰여져 있다.
양산과 깃발은 브루나이의 주권과 왕실을, 날개는 정의와 평화를 뜻한다. 초승달은 브루나이의 국교인 이슬람교를, 손은 국민을 보호하기 위한 정부의 의무를 뜻한다.